# Primera División de la Copa de España de Clubes de Natación
La Primera División de la Copa de España de Clubes de Natación es una competición deportiva de natación, la segunda categoría de la Copa de España. La organiza la Real Federación Española de Natación desde 1990.

## Sistema de competición
Participan 8 equipos en cada categoría, masculina y femenina. Cada club puede inscribir 2 nadadores por prueba individual y un equipo por relevo. En cada prueba se otorgan puntuaciones, consiguiendo 19 puntos el primero y 1 punto el último. En los relevos la puntuación es doble. Al final de la competición, los 2 clubes que han quedado en primeras posiciones ascieden a División de Honor, y los 2 últimos descienden a Segunda División.

## Historial masculino
Nota: Nombres y banderas de los equipos según la época. Entre paréntesis, veces que ha sido campeón el club.
| Temporada                                                   | Campeón                                                     | Subcampeón                                                  | Tercero                                                     | Sede                                                        | Notas                                                       |                                                             |
| Primera División de la Copa de España de Clubes de Natación | Primera División de la Copa de España de Clubes de Natación | Primera División de la Copa de España de Clubes de Natación | Primera División de la Copa de España de Clubes de Natación | Primera División de la Copa de España de Clubes de Natación | Primera División de la Copa de España de Clubes de Natación | Primera División de la Copa de España de Clubes de Natación |
| ----------------------------------------------------------- | ----------------------------------------------------------- | ----------------------------------------------------------- | ----------------------------------------------------------- | ----------------------------------------------------------- | ----------------------------------------------------------- | ----------------------------------------------------------- |
| 1999                                                        | C. N. Metropole                                             | C. D. SEK Castillo                                          | C. N. Castalia Castellón Costa Azahar                       | Gijón                                                       |                                                             |                                                             |
| 2000                                                        | C. N. Castalia Castellón Costa Azahar (1)                   | C. N. L'Hospitalet                                          | R. G. C. Covadonga                                          | Hospitalet de Llobregat                                     |                                                             |                                                             |
| 2001                                                        | C. D. SEK Castillo                                          | C. N. Mataró                                                | C. N. Santa Olaya                                           | Gijón                                                       |                                                             |                                                             |
| 2002                                                        | E. M. El Olivar (1)                                         | C. N. Catalunya                                             | C. N. Santa Olaya                                           | Zaragoza                                                    |                                                             |                                                             |
| 2003                                                        | C. N. Santa Olaya                                           | C. N. Palma                                                 | C. N. L'Hospitalet                                          | Zaragoza                                                    |                                                             |                                                             |
| 2004                                                        | Club Valenciano (1)                                         | E. M. El Olivar                                             | C. N. Gimnasio Valladolid                                   | Zaragoza                                                    |                                                             |                                                             |
| 2005                                                        | C. N. Santa Olaya                                           | C. N. Moscardó                                              | A. D. Zamora                                                | Gijón                                                       |                                                             |                                                             |
| 2006                                                        | C. N. Palma                                                 | C. N. Ferca-San José                                        | C. N. Pabellón Ourense                                      | Barcelona                                                   |                                                             |                                                             |
| 2007                                                        | C. N. Alcorcón Arena (1)                                    | Club Valenciano                                             | C. N. Terrassa                                              | Gijón                                                       |                                                             |                                                             |
| 2008                                                        | C. N. Santa Olaya (3)                                       | C. N. L'Hospitalet                                          | A. D. Zamora                                                | Hospitalet de Llobregat                                     |                                                             |                                                             |
| 2009                                                        | Bardulia I. K. T. (1)                                       | C. N. Gimnasio Valladolid                                   | C. N. Palma                                                 | Castellón de la Plana                                       |                                                             |                                                             |
| 2010                                                        | C. N. Palma                                                 | C. E. Mediterrani                                           | C. N. Metropole                                             | Valladolid                                                  |                                                             |                                                             |
| 2011                                                        | C. D. SEK Sierra Oeste                                      | C. N. Terrassa                                              | C. N. Moscardó                                              | Valladolid                                                  |                                                             |                                                             |
| 2012                                                        | C. D. N. Bidasoa XXI                                        | C. N. Tenis Elche                                           | C. D. Covibar Rivas                                         | Madrid                                                      |                                                             |                                                             |
| 2013                                                        | C. N. Metropole                                             | C. N. Madrid Moscardó                                       | C. N. Mairena del Aljarafe                                  | Madrid                                                      |                                                             |                                                             |
| 2014                                                        | C. N. Mairena del Aljarafe (1)                              | C. D. SEK                                                   | C. N. Santa Olaya                                           | Gijón                                                       |                                                             |                                                             |
| 2015                                                        | C. N. Terrassa (1)                                          | C. N. Santa Olaya                                           | C. N. Mataró                                                | Gijón                                                       |                                                             |                                                             |
| 2016                                                        | C. N. Metropole (3)                                         | C. N. Alcobendas                                            | C. D. Gredos San Diego                                      | Madrid                                                      |                                                             |                                                             |
| 2017-I                                                      | C. N. Palma (3)                                             | C. E. Mediterrani                                           | C. N. Ferca-San José                                        | Gijón                                                       |                                                             |                                                             |
| 2017-II                                                     | C. D. SEK (3)                                               | C. N. Alcobendas                                            | C. N. Mataró                                                | Barcelona                                                   | Cambio de la fecha a principio de temporada.                |                                                             |
| 2018                                                        | C. N. Sabadell (1)                                          | C. N. Santa Olaya                                           | C. N. Mairena del Aljarafe                                  | Gijón                                                       |                                                             |                                                             |
| 2019                                                        | C. E. Mediterrani                                           | C. N. Alcobendas                                            | C. N. Madrid Moscardó                                       | Barcelona                                                   |                                                             |                                                             |
| 2020                                                        | C. N. Alcalá (1)                                            | C. D. N. Bidasoa XXI                                        | C. N. Ferca-San José                                        | Castellón de la Plana                                       |                                                             |                                                             |
| 2021                                                        | Madrid N. C. (1)                                            | C. N. Ferca-San José                                        | C. N. Tenis Elche                                           | Barcelona                                                   |                                                             |                                                             |
| 2022                                                        | C. N. Barcelona (1)                                         | C. D. Nados Castellón                                       | C. N. Palma                                                 | Gijón                                                       |                                                             |                                                             |
| 2023                                                        | C. E. Mediterrani (2)                                       | C. N. Ferca-San José                                        | C. D. N. Bidasoa XXI                                        | Castellón de la Plana                                       | Cambio a piscina de 25 metros.                              |                                                             |
| 2024                                                        | C. D. N. Bidasoa XXI (2)                                    | E. M. El Olivar                                             | C. N. Barcelona                                             | Castellón de la Plana                                       |                                                             |                                                             |

### Palmarés masculino
| Club                                  | Campeón | Subcamp. | Tercero | Años de los campeonatos |
| ------------------------------------- | ------- | -------- | ------- | ----------------------- |
| C. N. Santa Olaya                     | 3       | 2        | 3       | 2003, 2005, 2008        |
| C. D. SEK                             | 3       | 2        | -       | 2001, 2011, 2017-II     |
| C. N. Palma                           | 3       | 1        | 2       | 2006, 2010, 2017-I      |
| C. N. Metropole                       | 3       | -        | 1       | 1999, 2013, 2016        |
| C. E. Mediterrani                     | 2       | 2        | -       | 2019, 2023              |
| C. D. N. Bidasoa XXI                  | 2       | 1        | 1       | 2012, 2024              |
| E. M. El Olivar                       | 1       | 2        | -       | 2002                    |
| C. N. Terrassa                        | 1       | 1        | 1       | 2015                    |
| Club Valenciano                       | 1       | 1        | -       | 2004                    |
| C. N. Mairena del Aljarafe            | 1       | -        | 2       | 2014                    |
| C. N. Castalia Castellón Costa Azahar | 1       | -        | 1       | 2000                    |
| C. N. Barcelona                       | 1       | -        | 1       | 2022                    |
| C. N. Alcorcón Arena                  | 1       | -        | -       | 2007                    |
| Bardulia I. K. T.                     | 1       | -        | -       | 2009                    |
| C. N. Sabadell                        | 1       | -        | -       | 2018                    |
| C. N. Alcalá                          | 1       | -        | -       | 2020                    |
| Madrid N. C.                          | 1       | -        | -       | 2021                    |
| C. N. Ferca-San José                  | -       | 3        | 2       |                         |
| C. N. Alcobendas                      | -       | 3        | -       |                         |
| C. N. Madrid Moscardó                 | -       | 2        | 2       |                         |
| C. N. L'Hospitalet                    | -       | 2        | 1       |                         |
| C. N. Mataró                          | -       | 1        | 2       |                         |
| C. N. Gimnasio Valladolid             | -       | 1        | 1       |                         |
| C. N. Tenis Elche                     | -       | 1        | 1       |                         |
| C. N. Catalunya                       | -       | 1        | -       |                         |
| C. D. Nados Castellón                 | -       | 1        | -       |                         |
| A. D. Zamora                          | -       | -        | 2       |                         |
| R. G. C. Covadonga                    | -       | -        | 1       |                         |
| C. N. Pabellón Ourense                | -       | -        | 1       |                         |
| C. D. Covibar Rivas                   | -       | -        | 1       |                         |
| C. D. Gredos San Diego                | -       | -        | 1       |                         |

## Historial femenino
Nota: Nombres y banderas de los equipos según la época. Entre paréntesis, veces que ha sido campeón el club.
| Temporada                                                   | Campeón                                                     | Subcampeón                                                  | Tercero                                                     | Sede                                                        | Notas                                                       |                                                             |
| Primera División de la Copa de España de Clubes de Natación | Primera División de la Copa de España de Clubes de Natación | Primera División de la Copa de España de Clubes de Natación | Primera División de la Copa de España de Clubes de Natación | Primera División de la Copa de España de Clubes de Natación | Primera División de la Copa de España de Clubes de Natación | Primera División de la Copa de España de Clubes de Natación |
| ----------------------------------------------------------- | ----------------------------------------------------------- | ----------------------------------------------------------- | ----------------------------------------------------------- | ----------------------------------------------------------- | ----------------------------------------------------------- | ----------------------------------------------------------- |
| 1999                                                        | C. N. Metropole                                             | C. N. Terrassa                                              | E. M. El Olivar                                             | Gijón                                                       |                                                             |                                                             |
| 2000                                                        | C. N. Sant Andreu                                           | C. N. Palma                                                 | C. N. Santa Olaya                                           | Hospitalet de Llobregat                                     |                                                             |                                                             |
| 2001                                                        | C. D. N. Bidasoa XXI (1)                                    | C. N. Metropole                                             | C. N. Santa Olaya                                           | Gijón                                                       |                                                             |                                                             |
| 2002                                                        | C. N. Catalunya (1)                                         | C. N. Mataró                                                | C. N. Santa Olaya                                           | Zaragoza                                                    |                                                             |                                                             |
| 2003                                                        | C. N. Santa Olaya                                           | C. N. Sant Andreu                                           | C. N. Metropole                                             | Zaragoza                                                    |                                                             |                                                             |
| 2004                                                        | C. E. Mediterrani (1)                                       | C. N. Metropole                                             | C. N. Mataró                                                | Zaragoza                                                    |                                                             |                                                             |
| 2005                                                        | C. N. Palma (1)                                             | C. N. Sant Andreu                                           | C. N. Mataró                                                | Gijón                                                       |                                                             |                                                             |
| 2006                                                        | C. N. Barcelona                                             | C. N. Terrassa                                              | C. N. Mataró                                                | Barcelona                                                   |                                                             |                                                             |
| 2007                                                        | C. N. Mataró (1)                                            | C. N. Santa Olaya                                           | C. N. Metropole                                             | Gijón                                                       |                                                             |                                                             |
| 2008                                                        | C. N. Sant Andreu (2)                                       | C. N. Gimnasio Valladolid                                   | C. N. Barcelona                                             | Hospitalet de Llobregat                                     |                                                             |                                                             |
| 2009                                                        | C. N. Alcorcón Arena (1)                                    | C. N. Santa Olaya                                           | C. N. Mataró                                                | Castellón de la Plana                                       |                                                             |                                                             |
| 2010                                                        | C. N. Metropole                                             | C. N. Galaico                                               | C. N. Gimnasio Valladolid                                   | Valladolid                                                  |                                                             |                                                             |
| 2011                                                        | C. N. Terrassa                                              | C. N. Santa Olaya                                           | C. N. Mataró                                                | Valladolid                                                  |                                                             |                                                             |
| 2012                                                        | C. N. Madrid Moscardó                                       | C. N. Mataró                                                | C. E. Mediterrani                                           | Madrid                                                      |                                                             |                                                             |
| 2013                                                        | C. N. Metropole (3)                                         | C. N. Churriana                                             | C. N. Santa Olaya                                           | Madrid                                                      |                                                             |                                                             |
| 2014                                                        | C. N. Terrassa                                              | C. N. Castalia Castellón Costa Azahar                       | C. N. Granollers                                            | Gijón                                                       |                                                             |                                                             |
| 2015                                                        | C. N. Santa Olaya                                           | C. N. Mairena del Aljarafe                                  | C. N. Mataró                                                | Gijón                                                       |                                                             |                                                             |
| 2016                                                        | C. N. Madrid Moscardó (2)                                   | C. N. Churriana                                             | C. N. Mataró                                                | Madrid                                                      |                                                             |                                                             |
| 2017-I                                                      | UCAM C. N. Fuensanta (1)                                    | C. N. Barcelona                                             | C. N. Galaico                                               | Gijón                                                       |                                                             |                                                             |
| 2017-II                                                     | C. D. Gredos San Diego (1)                                  | C. E. Mediterrani                                           | C. N. Granollers                                            | Barcelona                                                   | Cambio de la fecha a principio de temporada.                |                                                             |
| 2018                                                        | C. N. Sabadell (1)                                          | C. N. Tenis Elche                                           | C. N. Palma                                                 | Gijón                                                       |                                                             |                                                             |
| 2019                                                        | C. N. Barcelona (2)                                         | C. N. Palma                                                 | C. N. Mairena del Aljarafe                                  | Barcelona                                                   |                                                             |                                                             |
| 2020                                                        | C. N. Santa Olaya (3)                                       | C. N. Tenis Elche                                           | C. E. Mediterrani                                           | Castellón de la Plana                                       |                                                             |                                                             |
| 2021                                                        | Real Canoe N. C.                                            | C. E. Mediterrani                                           | C. N. Palma                                                 | Barcelona                                                   |                                                             |                                                             |
| 2022                                                        | C. N. Terrassa (3)                                          | C. N. Palma                                                 | C. D. El Valle                                              | Gijón                                                       |                                                             |                                                             |
| 2023                                                        | Real Canoe N. C. (2)                                        | C. D. El Valle                                              | C. N. Ferca-San José                                        | Castellón de la Plana                                       | Cambio a piscina de 25 metros.                              |                                                             |
| 2024                                                        | C. N. Ferca-San José (1)                                    | C. D. N. Bidasoa XXI                                        | C. N. Terrassa                                              | Castellón de la Plana                                       |                                                             |                                                             |

### Palmarés femenino
| Club                                  | Campeón | Subcamp. | Tercero | Años de los campeonatos |
| ------------------------------------- | ------- | -------- | ------- | ----------------------- |
| C. N. Santa Olaya                     | 3       | 3        | 4       | 2003, 2015, 2020        |
| C. N. Metropole                       | 3       | 2        | 2       | 1999, 2010, 2013        |
| C. N. Terrassa                        | 3       | 2        | 1       | 2011, 2014, 2022        |
| C. N. Sant Andreu                     | 2       | 2        | -       | 2000, 2008              |
| C. N. Barcelona                       | 2       | 1        | 1       | 2006, 2019              |
| C. N. Madrid Moscardó                 | 2       | -        | -       | 2012, 2016              |
| Real Canoe N. C.                      | 2       | -        | -       | 2021, 2023              |
| C. N. Palma                           | 1       | 3        | 2       | 2005                    |
| C. N. Mataró                          | 1       | 2        | 7       | 2007                    |
| C. E. Mediterrani                     | 1       | 2        | 2       | 2004                    |
| C. D. N. Bidasoa XXI                  | 1       | 1        | -       | 2001                    |
| C. N. Ferca-San José                  | 1       | -        | 1       | 2024                    |
| C. N. Catalunya                       | 1       | -        | -       | 2002                    |
| C. N. Alcorcón Arena                  | 1       | -        | -       | 2009                    |
| UCAM C. N. Fuensanta                  | 1       | -        | -       | 2017-I                  |
| C. D. Gredos San Diego                | 1       | -        | -       | 2017-II                 |
| C. N. Sabadell                        | 1       | -        | -       | 2018                    |
| C. N. Churriana                       | -       | 2        | -       |                         |
| C. N. Tenis Elche                     | -       | 2        | -       |                         |
| C. N. Gimnasio Valladolid             | -       | 1        | 1       |                         |
| C. N. Galaico                         | -       | 1        | 1       |                         |
| C. N. Mairena del Aljarafe            | -       | 1        | 1       |                         |
| C. D. El Valle                        | -       | 1        | 1       |                         |
| C. N. Castalia Castellón Costa Azahar | -       | 1        | -       |                         |
| C. N. Granollers                      | -       | -        | 2       |                         |
| E. M. El Olivar                       | -       | -        | 1       |                         |